# ألكسندر ريفا
ألكسندر فلاديميروفيتش ريفا (بالروسية:Александр Владимирович Ревва ;الأوكراني:Олександр Володимирович Ревва؛ من مواليد 10 سبتمبر 1974) كوميدي روسي ومقدم برامج تليفزيوني وممثل صوت ، أصبحت Revva «مقيمة» في عرض نادي الكوميديا الروسي على TNT. اعتبارا من عام 2009 يستضيف برنامج تلفزيوني على NTV.

## حياتها الشخصية
تزوج ألكسندر ريفا في أبريل 2007 من زوجته أنجليكا ، ولديهما ابنتان - أليس (ستكون في 6 سبتمبر) وأميلي ، التي ولدت في 26 مارس 2013. تم تسمية أميلي تكريما لشخصية الفيلم الفرنسي الشهير - اميلي.

## روابط خارجية
- ألكسندر ريفا على موقع IMDb (الإنجليزية)
- ألكسندر ريفا على موقع ميوزك برينز (الإنجليزية)
- ألكسندر ريفا على موقع ميوزك برينز (الإنجليزية)
- ألكسندر ريفا على موقع ديسكوغز (الإنجليزية)
- ألكسندر ريفا على موقع قاعدة بيانات الفيلم (الإنجليزية)
- ألكسندر ريفا على موقع كينوبويسك (الروسية)